# 3862 Agekian
A 3862 Agekian (ideiglenes jelöléssel 1972 KM) a Naprendszer kisbolygóövében található aszteroida. Tamara Mihajlovna Szmirnova fedezte fel 1972. május 18-án.